# Bracon chorolicus
Bracon chorolicus är en stekelart som beskrevs av Vladimir Ivanovich Tobias 2000. Bracon chorolicus ingår i släktet Bracon och familjen bracksteklar. Inga underarter finns listade.